# Royal Albert Hall
De Royal Albert Hall of Arts and Sciences is een grote concertzaal in South Kensington in de Britse hoofdstad Londen, die geopend is op 29 maart 1871 door koningin Victoria en genoemd is naar haar echtgenoot prins Albert.
Na de grote Wereldtentoonstelling van 1851 wilde prins-gemaal Albert graag dat er in de buurt van Hyde Park een aantal permanente gebouwen zou verrijzen waarin mensen zouden kunnen kennismaken met kunst en cultuur. Hij overleed evenwel in 1861, waardoor hij de voltooiing in 1871 niet heeft kunnen meemaken.
Gebouw en zaal hebben de ronde vorm van een amfitheater uit de klassieke oudheid en werden ontworpen door Francis Fowke en Henry Young Darracott Scott. Al direct bleek dat de zaalakoestiek eigenlijk ongeschikt was voor klassieke muziek. Na de plaatsing van ellipsvormige reflectoren is de nagalm binnen aanvaardbare grenzen gebracht. In de zaal is een groot concertorgel aanwezig.
De Royal Albert Hall is wereldwijd bekend door de Proms, een jaarlijkse reeks zomerconcerten voor groot publiek die hier worden gehouden sinds de Queen's Hall aan Langham Place in 1941 door vliegtuigbommen van de Duitse Luftwaffe werd verwoest. Zij worden afgesloten met de beroemde Last Night of the Proms op de tweede zaterdag van september. In 2022 vond geen Last Night of the Proms plaats vanwege het overlijden van Koningin Elizabeth. 
Als "listed building" van buitengewoon belang is de Royal Albert Hall een "Grade I"-bouwwerk op de Statutory List of Buildings of Special Architectural or Historic Interest, de lijst waarop historische monumenten in het Verenigd Koninkrijk worden geplaatst.
Tussen 1996 en 2004 is de Royal Albert Hall grondig gerenoveerd.

## Foto's

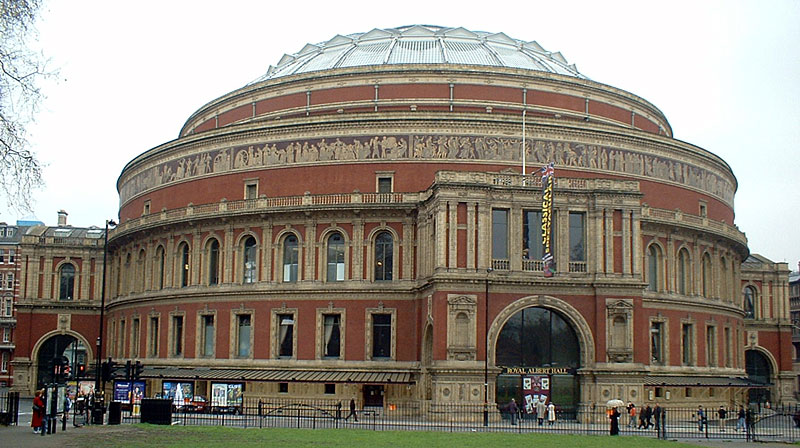
De Royal Albert Hall overdag
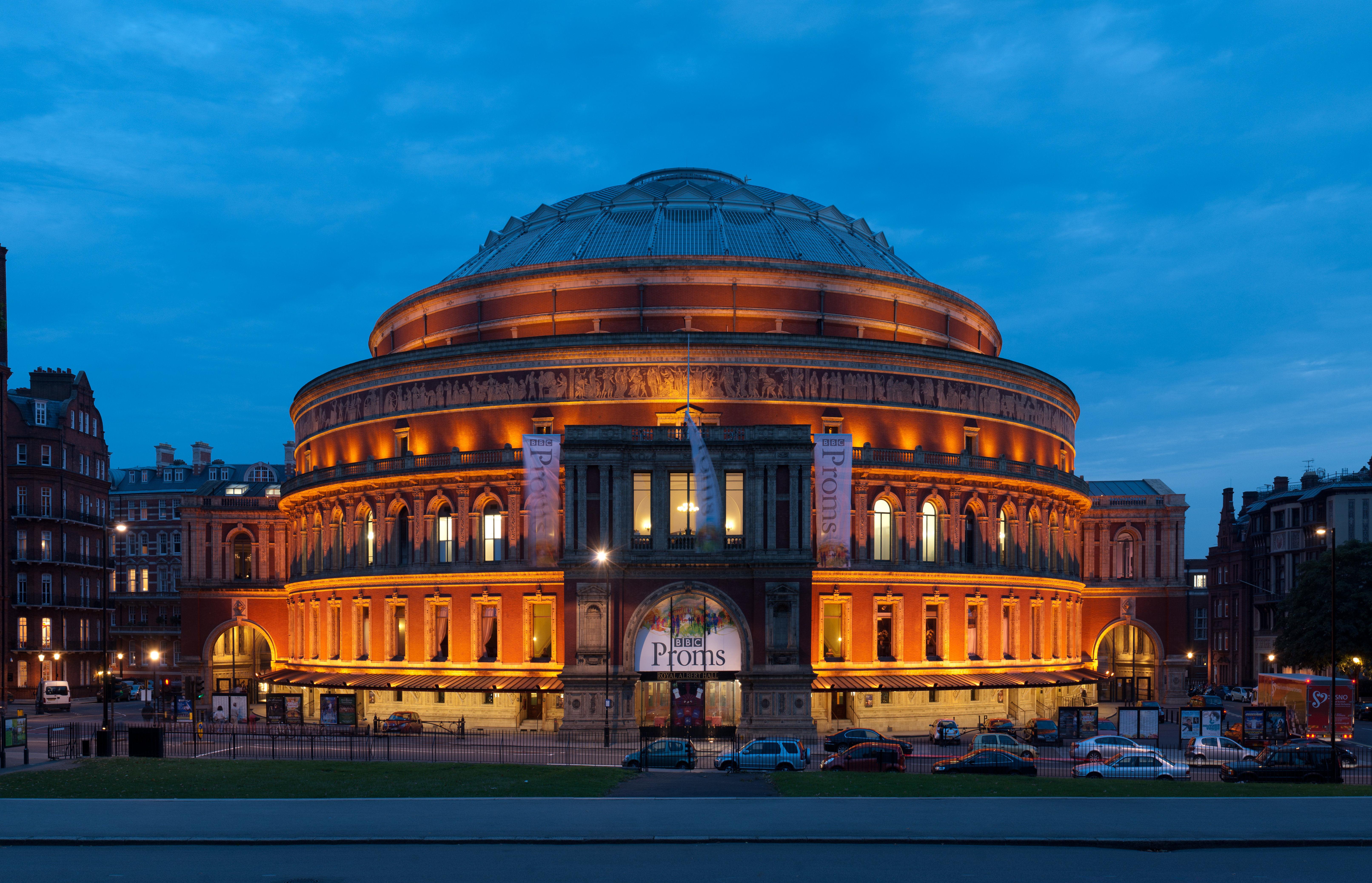
's Avonds
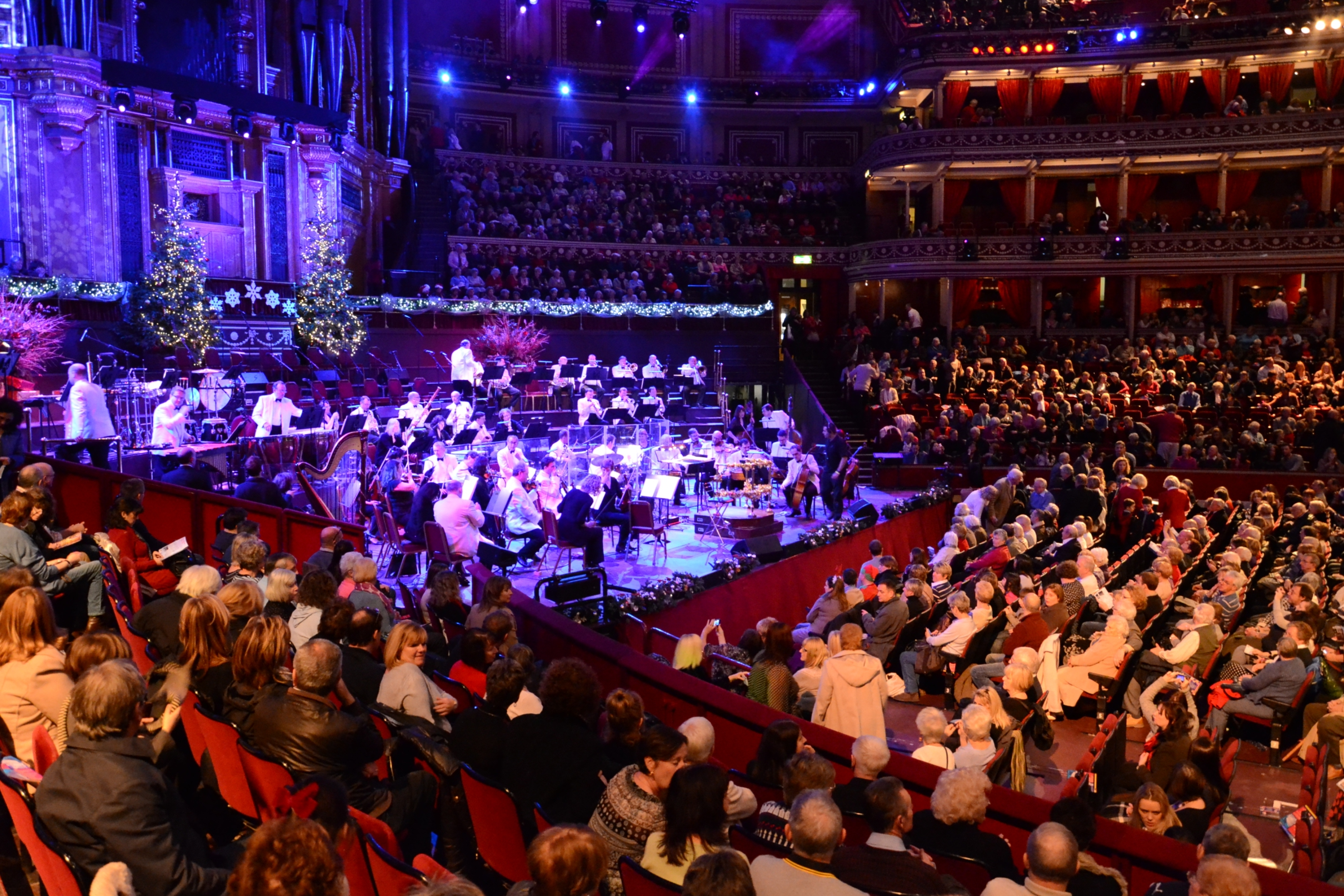
Kerstconcert in 2011